# عيسى بن سالم الشاشي
أبو سعيد عيسى بن سالم الشاشي، من رواة الحديث الثقات، توفي بطريق حلوان سنة 232 هـ.

## روايته للحديث النبوي
- حدث ببغداد عن: عبيد الله بن عمرو الرقي، وعبد الله بن المبارك.
- وعنه: جعفر بن كزال، وموسى بن هارون، وإدريس بْن عبد الكريم وأحمد بن الحسن بن عبد الجبار الصوفي، وأبو القاسم البغوي.
- الجرح والتعديل قال أبو القاسم البغوي: كتبت عنه. وقال ابن أبي حاتم الرازي: ثقة. وقال الخطيب البغدادي: ثقة.[3]